# Treehouse of Horror VII
"Treehouse of Horror VII" är det första avsnittet av säsong 8 av Simpsons och sändes 27 oktober 1996. Avsnittet är det sjunde i serien "Treehouse of Horror". I avsnittet upptäcker Bart att han har en tvilling, Hugo. Lisa skapar en miniatyrvärld och Kang och Kodos försöker bli USA:s nya president. Avsnittet skrevs av Ken Keeler, Dan Greaney och David S. Cohen samt regisserades av Mike B. Anderson. Phil Hartman gästskådespelade i avsnittet som Bill Clinton.

## Handling
Homer försöker tända en halloweenpumpa men börjar själva brinna.

### The Thing and I
Bart och Lisa börjar höra konstiga ljud från vinden. Homer och Marge berättar då för dem att det inte finns något på vinden. Strax efter att de lugnat ner barnen går Homer upp på vinden med en hink som innehåller fiskhuvuden. Bart och Lisa är ensamma i huset och besöker vinden där de upptäcker att det faktiskt finns ett monster där. De berättar det för Homer och Marge när de kommer hem och upptäcker att "det" har rymt. Marge ringer då Dr. Hibbert och berättar för honom att Hugo är lös. Homer och Marge berättar för Bart att han har en siamesisk tvilling som heter Hugo. Då de två separerades strax efter födseln upptäcktes att Hugo var fylld av ondska, så de bestämde sig för att kedja fast honom på vinden och mata honom med fiskhuvuden en gång i veckan. Bart lämnas ensam kvar i villan medan resten av familjen börjar leta efter Hugo. Bart upptäcker att Hugo inte har lämnat villan och han kedjar fast Bart för att förena dem igen. Strax innan Hugo är redo att genomföra operationen kommer Dr. Hibbert och lyckas slå ner honom. Dr. Hibbert berättar för familjen Simpson att han har en teori om varför den onda tvillingen alltid sitter på den vänstra sidan, och upptäcker då att Bart sitter på den vänstra sidan, och att det är han som är den onda pojken. Familjen Simpson bestämmer sig för att låsa in Bart på vinden och låta Hugo börja umgås med resten av familjen. 

### The Genesis Tub
Lisa arbetar med ett skolarbete som handlar om vad som händer om man placerar en mjölktand i en mugg med cola. Barts skolarbete går ut på att ta reda på om nördar kan alstra elektricitet. Han genomför sitt test på Lisa och hon blir strömförande en kort stund. Under tiden som hon är strömförande fortsätter hon arbeta med sitt projekt och hennes projekt får en elstöt. Detta leder till att en värld med små varelser börjar skapas. Lisa tittar genom mikroskopet på sitt projekt och upptäcker att hon skapat ett universum som nu utvecklas i snabb takt. Lisas universum är snart ett samhälle som är mer avancerat än den nuvarande mänskligheten. Bart upptäcker Lisas miniatyrstad och förstör delar av den. På natten bestämmer sig därför samhället för att attackera Bart från sitt rymdskepp. Detta leder till att Bart vill spola ner Lisas projekt. Lisa lyckas rädda projektet från Bart och blir kort därefter krympt och hamnar i sitt eget universum. Hon får reda på att de avgudar henne och ber henne att stoppa djävulen, Bart. Lisa berättar att hon kan hjälpa dem om de gör henne större igen men det visar sig att de inte har den tekniken ännu. Samtidigt kommer Bart och tar hand om Lisas projekt. Han presenterar det sedan som sitt projekt och vinner första pris, medan Lisa sitter kvar instängd i sitt universum.

### Citizen Kang
Homer fiskar då han blir bortförd av Kang & Kodos och de ber honom ta dem till jordens ledare. Homer berättar då att det snart är presidentval och vinnaren blir Bill Clinton eller Bob Dole. Kang och Kodos kidnappar då Dole och Clinton och klär ut sig till dem för att säkerställa att en av dem kommer att bli nästa ledare. Homer kastas sedan ut ur rymdskeppet efter att ha blivit nersprutad av rom så att ingen kommer att tro honom. Ingen tror på Homer om vad han sett, och Kang eller Kodos håller nu på att bli USA:s nya president. Homer är arg och tar en promenad i skogen och upptäcker där rymdskeppet som de parkerat. Han sätter sig i rymdskeppet och försöker rädda Dole och Clinton, men trycker på fel knapp och de skickas ut i rymden. Homer kör då rymdskeppet till Washington och kraschar rymdskeppet i Kapitolium. Han lyckas komma fram till Kang och Kodos och ta av dem maskerna framför publiken som lyssnar på deras tal. Kang och Kodos erkänner att de är rymdvarelser, men eftersom USA har ett tvåpartisystem måste de rösta på någon av dem. Kang vinner valet och invånarna i USA tvingas börja bygga en strålkanon mot en okänd planet.

## Produktion
"The Thing and I" skrevs av Ken Keeler, "The Genesis Tub" skrevs av Dan Greaney och "Citizen Kang" skrevs av David S. Cohen. The Thing and I" liknar men är inte baserat på Basket Case. Idén till "The Genesis Tub" kom från Cohen och gjordes senare som en parodi i South Park-avsnittet "Simpsons Already Did It", de påpekade att Simpsons fått idén från The Twilight Zone avsnittet "The Little People".
Rymdskeppen som attackerade Bart i "The Genesis Tub" gjordes först som en modell i en dator innan animatörerna ritade av dem. Presidentvalet 1996 ägde rum några dagar efter att avsnittet sändes. Det gjorde att delen är en av få i serien som är inriktade på en exakt tidpunkt. Homer sjunger i "The Thing and I" låten "Fish Heads". Då Homer kraschar rymdskeppet i Kapitolium är det en referens till Anfall från rymden.

## Mottagande
Avsnittet hamnade på plats 31 över mest sedda program under veckan med en Nielsen rating på 10.5 vilket ger 10,2 miljoner hushåll och de tredje mest sedda på Fox under veckan. Under 2006 ansåg IGN.com att "Citizen Kang" var den sjunde bästa delen i Treehouse of Horror-serien.
När Kang är Bob Dole och säger att han är vill tillåta aborter för vissa och ge miniatyrer av amerikanska flaggor till alla andra, anses som en av seriens bästa repliker enligt The A.V. Club. Bandet I Voted for Kodos tog sitt namn efter Homers replik att man inte ska skylla på honom för han röstade på Kodos. Under 2000 rankade Matt Groening avsnittet som det sjunde bästa i seriens historia.